# Szapoklak

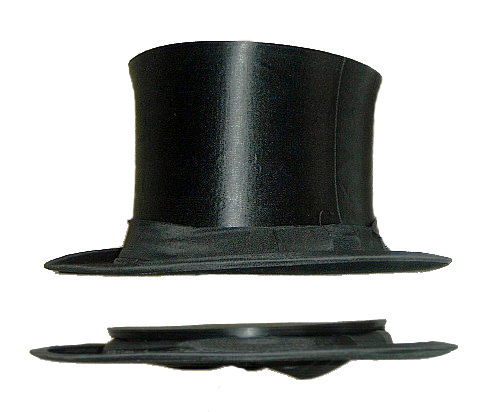
Szapoklak rozłożony i złożony

Szapoklak (od fr. chapeau claque) – cylinder o specjalnej konstrukcji, pozwalającej na złożenie go na płasko.
Wygodniejszy od zwykłego cylindra, obciągnięty lśniącym jedwabiem, używany był przez mężczyzn na przełomie wieków XIX i XX, jako element stroju wizytowego i balowego. We Francji, gdzie nazywano go też „kapeluszem mechanicznym”, stał się popularny w 1823. Składające się i rozkładające po naciśnięciu sprężyny szapoklaki przyjęły się od 1834 w Polsce.   
Wprowadzony do uroczystego stroju kominiarza w XIX wieku, używany był jako element uniformu mistrza kominiarskiego.
Szapoklak był i nadal bywa charakterystycznym atrybutem scenicznym – m.in. Krzysztofa „Grabaża” Grabowskiego oraz nakryciem głowy Staruszki Szapoklak, bohaterki serii radzieckich filmów lalkowych o Kiwaczku.